# Bahnhof Verney Junction
Der Bahnhof Verney Junction ist ein ehemaliger Bahnhof in der englischen Grafschaft Buckinghamshire. Er liegt nahe dem gleichnamigen Weiler an der Varsity Line zwischen Oxford und Bletchley. Die Eröffnung des Bahnhofs erfolgte 1868, als die Aylesbury and Buckingham Railway (A&BR) eine Strecke von Aylesbury bis hierher in Betrieb nahm. Die A&BR ging 1891 in der Metropolitan Railway auf, einer Vorgängergesellschaft der London Underground. Bis 1936 war Verney Junction die am weitesten von London entfernte U-Bahn-Station. Der Personenverkehr auf der Strecke nach Banbury wurde 1964 eingestellt, vier Jahre später auch auf der Varsity Line. Letztere soll 2025 wiedereröffnet werden, doch Verney Junction wird aufgrund seiner Lage weitab größerer Siedlungen nicht wieder in Betrieb genommen.

## Geschichte

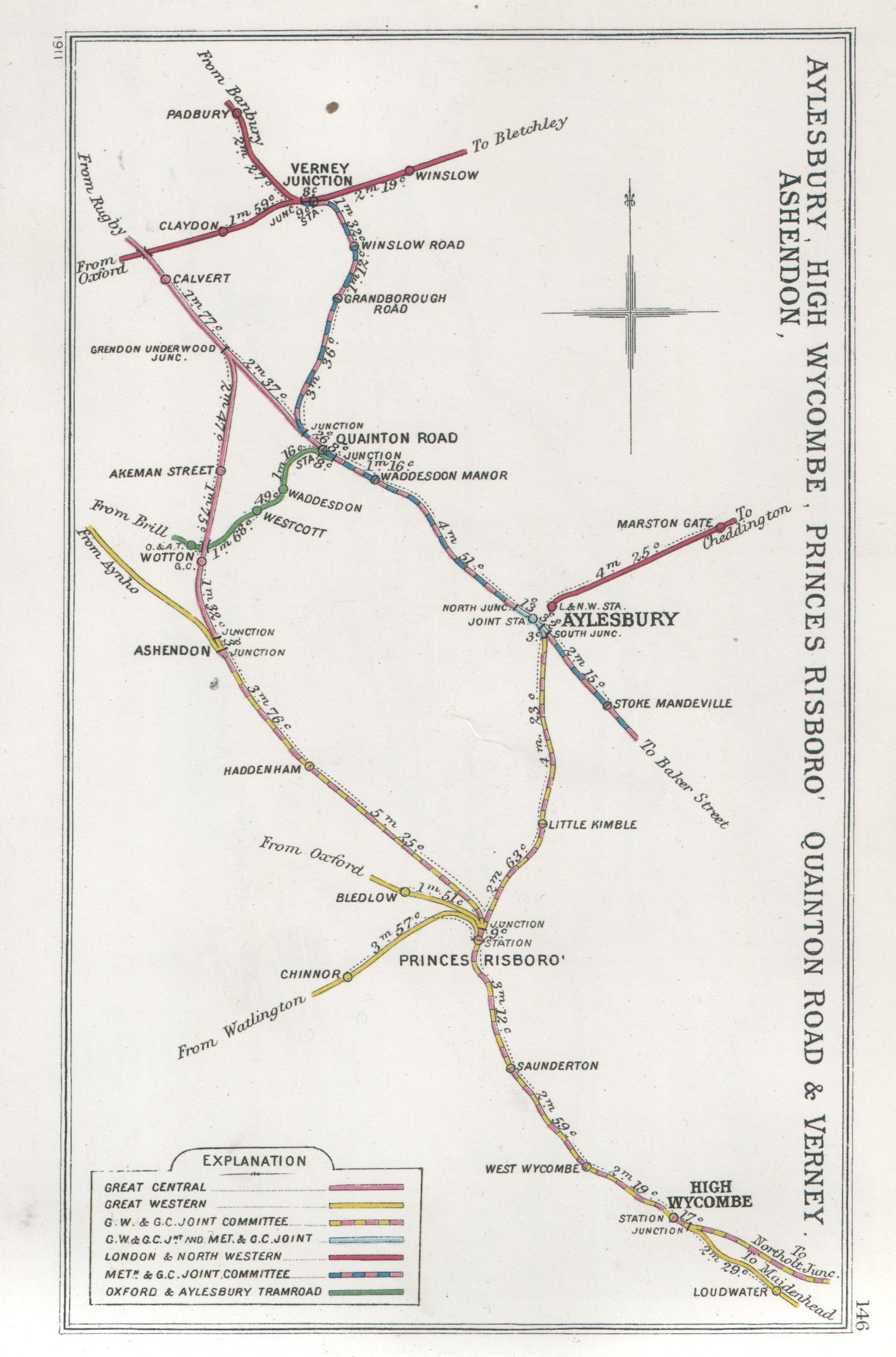
Bahnstrecken in der Gegend um Verney Junction, auf einem Diagramm des Railway Clearing House (1911)

### Eröffnung
1850 nahm die Buckinghamshire Railway die Bahnstrecke von Bletchley nach Banbury in Betrieb. Ein Jahr später folgte die Zweigstrecke nach Oxford. Die Verbindung Bletchley–Oxford entwickelte sich zur Varsity Line. Bis zur Eröffnung eines Bahnhofs an der Verzweigung vergingen aber noch fast zwei Jahrzehnte. Am 23. September 1868 nahm die Aylesbury and Buckingham Railway (A&BR) die einspurige Strecke zwischen Aylesbury und der Verzweigung an der Varsity Line in Betrieb. Die A&BR errichtete den sehr einfach gestalteten Bahnhof Verney Junction zwischen den Dörfern Steeple Claydon und Winslow. Dies missfiel der London and North Western Railway (LNWR), die die Buckingham Railway noch vor ihrer Vollendung geleast hatte und sie schließlich 1878 ganz übernahm.
Pläne der A&BR, ihre Strecke nordwärts nach Buckingham zu verlängern, wurden nie in die Tat umgesetzt. Verney Junction blieb ein abgeschiedener Bahnhof, in der Nähe gab es lediglich ein paar Häuschen für die Pächter des Landgutes Claydon House. Sir Harry Verney, der Bewohner von Claydon House, gehörte dem Verwaltungsrat der A&BR an und war ein bedeutender Aktionär. Da es keine Siedlung gab, die dem Bahnhof ihren Namen geben konnte, wurde er zu Ehren von Sir Harry benannt.

### Frühe Jahre
Die A&BR begann, ihre Zugverbindungen von und nach Banbury, Oxford und Bletchley in Zeitungsinseraten anzupreisen. Doch die LNWR versuchte die A&BR zu isolieren, indem sie potenzielle Fahrgäste dazu ermunterte, ihre eigene längere Strecke nach Aylesbury, die über Bletchley und Cheddington führte, zu nutzen. Die A&BR wandte sich an die Great Western Railway (GWR), mit der sie den Bahnhof Aylesbury betrieb, und vereinbarte eine enge Kooperation. Daraufhin führte die GWR den Bahnbetrieb auf der Strecke der A&BR während mehr als zwanzig Jahren durch, wobei sie 1874 ein Kaufangebot ausschlug.
Aufgrund der Lage des Bahnhofs Verney Junction war das Verkehrsaufkommen anfänglich „fast inexistent“. Doch die von Sir Edward Watkin kontrollierte Metropolitan Railway glaubte darin trotzdem eine Wachstumsgelegenheit zu erkennen, weshalb sie die A&BR am 1. Juli 1891 übernahm. Die neu erworbene Strecke sollte im nahe gelegenen Bahnhof Quainton Road auf den Londoner Zubringer der ebenfalls von Watkin kontrollierten Manchester, Sheffield and Lincolnshire Railway (MS&LR) treffen, die spätere Great Central Main Line. In Erwartung dieser Verbindung wurde die Strecke der A&BR bis 1897 zweigleisig ausgebaut und die Metropolitan Railway verlängerte bis 1892 ihre eigene Strecke von Chalfont Road nach Aylesbury.

### Ländliche U-Bahn-Station

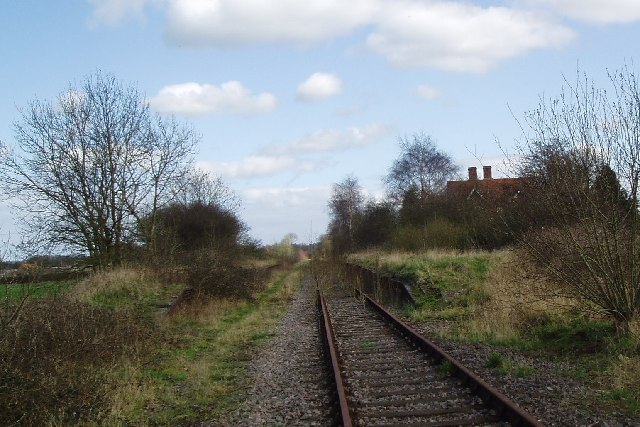
Ansicht des Bahnhofs (2005)

Die Metropolitan Railway begann durchgehende Züge zwischen der Baker Street in London und Verney Junction anzubieten. Dies hatte jedoch kaum Auswirkungen auf die weiterhin relativ tiefen Fahrgastzahlen. Am 2. April 1906 übernahm ein von der Metropolitan Railway und der Great Central Railway (GCR) gegründetes Gemeinschaftsunternehmen, die Metropolitan and Great Central Joint Railway, die Betriebsführung aller Metropolitan-Züge nördlich von Harrow. 1910 begann die Metropolitan Railway mit dem Einsatz von Pullmanwagen, um Erstklasspassagiere der Great Central Railway anzulocken. Zwei Pullmanwagen namens Mayflower und Galatea verkehrten von London aus nach Chesham oder Verney Junction.
Zum 1. Juli 1933 wurde die Metropolitan Railway mit den anderen Londoner Verkehrsgesellschaften in der öffentlich-rechtlichen Gesellschaft London Passenger Transport Board (LPTB) zusammengefasst. Diese führte die Fahrten nach Verney Junction zunächst weiterhin durch, wobei Güter- und Personen-Waggons einen neuen Anstrich erhielten. Nur etwas mehr als zwei Jahre später beschloss der LPTB die Einstellung des Reiseverkehrs auf allen Strecken nordwestlich von Aylesbury. Auf dem Abschnitt zwischen Quainton Road und Verney Junction verkehrten Reisezüge letztmals am 6. Juli 1936, das zweite Gleis wurde 1940 entfernt. Güterzüge verkehrten noch bis zum 7. September 1947, anschließend wurde die Strecke stillgelegt.

### Niedergang und Schließung
Die beiden Weltkriege brachten vorübergehend einen Anstieg des Güterverkehrs von Verney Junction nach London mit sich, wobei bedeutende Gütermengen auf den Rangiergleisen umgeschlagen wurden. Nach der Inbetriebnahme einer Verbindungskurve zwischen den Strecken der LNWR und der GBR am 14. September 1940 bei Calvert (rund 5 Kilometer westlich von Verney Junction) verlor der Bahnhof rasch an Bedeutung. Güterzüge aus Richtung Oxford und Bletchley konnten nun London über die Great Central Main Line erreichen, ohne in Verney Junction wenden zu müssen.
Ende 1940 war Verney Junction faktisch „von seinem Zweck abgetrennt“ und hatte nur noch geringe Bedeutung als kaum genutzter Umsteigebahnhof für Personenzüge im ländlichen Raum. British Railways gab den Güterverkehr 1964 hier ganz auf und legte im selben Jahr die Strecke nach Buckingham still. Mit der Einstellung des gesamten Personenverkehrs auf der Varsity Line wurde der Bahnhof am 1. Januar 1968 geschlossen.

## Gegenwart und Zukunft
Die ehemalige Trasse der Metropolitan Railway von Quainton Road bis zur Verbindung mit der Varsity Line existiert nicht mehr. Erhalten blieb eine eingleisige Güterstrecke von Bletchley nach Bicester, die bis 1993 befahren und dann aufgegeben wurde. Das Gleis ist unbefahrbar und überwuchert; moderne Beschilderungen warnen Fußgänger dennoch vor herankommenden Zügen. Vom Bahnhof selbst blieb das Haus des Bahnhofsvorstehers erhalten und ist weiterhin bewohnt, während die Schalterhalle als private Garage genutzt wird. Die Bahnsteigkanten sind in einem heruntergekommenen Zustand.
Bis 2025 soll die Varsity Line zwischen Bicester und Bletchley wiederaufgebaut werden, um durchgehende Züge von Oxford nach Milton Keynes und Bedford (und später bis Cambridge) zu ermöglichen. Der Bahnhof Verney Junction soll aber geschlossen bleiben, da er keine nennenswerte Siedlung erschließt.